# Wenzel Krumpholz
Wenzel Krumpholz, ou Václav Krumpholz (Zlonice, près de Prague, 1750 – Vienne, 2 mai 1817), est un mandoliniste et violoniste.

## Biographie
Il étudie la mandoline à un âge précoce et devient l'un des plus grands interprètes de l'instrument. À une date ultérieure, il adopte également le violon, jusqu'à ce qu'en 1796, installé à Vienne, il soit l'un des premiers violons de l'orchestre de l'Opéra de la cour de Vienne.
Krumpholz est le fils d'un chef de musique dans un régiment français qui a vécu à Paris pendant son enfance. Il fait son apprentissage de la musique avec son père. Son frère, Jean-Baptiste Krumpholz, est également musicien, célèbre harpiste et compositeur.
Selon l'historien de la musique Philip J. Os, une forte amitié liait Wenzel Krumpholz et Ludwig van Beethoven, dès son arrivée à Vienne (vers 1795 – Beethoven étant installé à Vienne depuis fin 1793). Os évoque cette relation dans son livre The Guitar and Mandolin. Il indique que le nom de Krumpholz est « immortalisé par son intimité avec Beethoven, qui était très friands de lui, et qui, en plaisantant, l'appelait mein Narr [mon fou] ».
Il rapporte les propos de l'entourage amical de Beethoven et Krumpholz : selon Ferdinand Ries, Krumpholz a donné à Beethoven des instructions sur le violon, quand, à Vienne, où il est plus que probable qu'il ait donné des cours de mandoline. Carl Czerny, dont Krumpholz était également l'ami intime, dit dans son autobiographie, que c'est Krumpholz qui a introduit la musique de Beethoven ; que Krumpholz a été l'un des premiers à reconnaître le génie de Beethoven et en a inspiré d'autres par son propre enthousiasme,.
L'Os dit également que Krumpholz a souvent joué de la mandoline pour Beethoven et a indiqué qu'il a influencé Beethoven pour qu'il écrive de la musique pour la mandoline. Il a parlé de la recherche effectuée par Dominco Artaria, qui avaient acheté un Skizzenbook, contenant des croquis de certains de la musique de Beethoven. Artaria a déclaré dans son Aittographische Skizze que Beethoven avait l'intention d'écrire une sonate pour mandoline et piano-forte pour Krumpholz. Cette composition est celui qui est tracé dans Beethoven carnet de notes (conservé comme no 29,801 au département des manuscrits du British Museum) et il a été rendue publique par l'éditeur Breitkopf et Hartel, Leipzig,.
Krumpholz est mort au début du mois de mai 1817. Le jour suivant, Beethoven compose le Gesang der Mönche (WoO 104) sur le Guillaume Tell de Schiller, pour trois voix d'hommes, « en commémoration de la mort subite et inattendue de notre Krumpholz ». Seules deux compositions de Krumpholz ont été imprimées.
Il a été le professeur de Jean-Joseph Benoit Pollet à la mandoline. Ce même étudiant a également appris la harpe par son frère, Jean-Baptiste Krumpholz.